# 醫療產品法律規範
醫療產品法律規範（英語：Regulation of therapeutic goods，包含藥物和醫療器材）依據各國法律有所不同。在美國等某些國家中，醫療產品是由一個獨立單位在國家層級管理；在澳洲等其他國家，則是由州級、或是由州級和國家級的不同單位同時管理。
醫療產品法律規範主要是設計來保護群眾的健康和安全，法規針對醫療產品的安全性、品質和效果，確保其符合規範。在大部分的國家，醫療產品必須先註冊才能上市開始販售，通常還會依據醫療產品對消費者的危險程度另外限制該產品是否容易取得。

## 各國法律規範

### 中華人民共和國
中國大陸的藥品由国家药品监督管理局管理，共分为两大类：
- 非处方药（OTC）：民众无需凭处方即可自行购买，分为甲类（红色OTC）和乙类（绿色OTC）。其中甲类非处方药仅限药店销售；乙类非处方药除在药店外，也可在一般商店销售。
- 处方药（Rx）：必须凭执业医师或执业助理医师处方才可调配、购买和使用的药品。精神药品和麻醉药品也属于此列，且比一般处方药管制更严格。

### 中華民國
台灣的藥物由衛生福利部食品藥物管理署進行管理，並分為三級：
- 成藥：分為甲類、乙類，民眾可自行購買使用。甲類成藥只得在領有藥商許可證之商店販售。
- 指示藥：在醫師、藥師或藥劑生的指示下使用。
- 處方藥：經醫師開立處方，藥師調配後使用。只有處方藥列入全民健保的給付範圍內。[2]管制藥品也列在處方藥內，並分為四級，其管控較一般處方藥嚴格。[3]

### 美國
美國的醫療產品受到美国食品药品监督管理局（FDA）管理，由其評估及決定每種藥品應屬於處方藥或非处方药。然而依據管制藥物法案，持有某些藥物屬於非法行為，由FDA和美国缉毒局（DEA）共同擁有管轄權。

### 加拿大
在加拿大，醫療產品法律規範是由《食品與藥物法令》及相關規範管理。此外，《受管制藥物與物質法令》對管制藥品及藥品前驅物提出更多規範。

### 澳洲
澳洲的醫療產品受到醫療產品管理局（TGA）管理，藥物和毒物的可獲得性則由各州立法機關調度，但是通常都依據國家法律《藥物和毒物統一調度標準》（SUSMP）。
依據SUSMP，醫療產品通常歸屬於下列五個分類之一：
- 未分期
- 第二期（S2）：成藥
- 第三期（S3）：藥師指示用藥
- 第四期（S4）：處方籤用藥
- 第八期（S8）：管制藥品

### 巴西
巴西的醫療產品由巴西衛生部下轄的衛生監管局（相當於美國FDA）管理，有五個主要分類：
- 正常藥物：咳嗽、畏寒和發燒藥物、消毒藥水、維他命等，在藥局或是某些大型超市均可販售。
- 紅標藥物：這些藥物必須持有醫師處方箋才能販售，包括抗生素、抗過敏藥物、抗發炎藥物、及其他藥物。巴西政府對這類藥物的管制較鬆散，因此沒有處方箋也可以在櫃台買到這些處方用藥的情形並不罕見。
- 紅標精神科藥物：這些藥物必須持有特別管制的白色處方箋及複寫副本（英语：Carbon copy）才能販售，有效期限30天。藥物售出後，由藥局保管處方箋正本，而病患保留複寫副本。這類藥物包括抗抑郁药、抗癲癇藥物（英语：anti-convulsant）、某些安眠藥、抗精神病药，及其他非成癮性的管制藥物。
- 黑標藥物：這些藥物必須持有"藍色B款"處方箋才能販售，有效期限30天，並且藥局必須在售出藥物後保管處方箋。這類藥物包括鎮靜劑（苯二氮䓬类）、某些引發厭食症的藥物，及其他有成癮性的管制藥物。
- "黃色A款"處方箋用藥：這些藥物必須持有最嚴格管制的"黃色A款"處方箋才能販售，有效期限30天，並且藥局必須在售出藥物後保管處方箋。這類藥物包括安非他命、其他興奮劑（例如哌甲酯）、鴉片類藥物（嗎啡及可待因酮），及其他高成癮性的管制藥物。

### 歐洲

#### 英國
在英國，人類使用的藥品受到藥品及健康照護產品管理局（MHRA）管理，藥品的可獲得性依據MHRA的分類表管理並作為產品的上市許可。
英國的醫療產品法律規範是三層的分類系統：
- 一般銷售列表(GSL)
- 藥局藥物(P)
- 處方用藥(POM)

處方用藥中，部分具有成癮性的藥物則是獨立出來受到濫用藥物法案(1971)管理，通常稱為管制藥物（CD）。

#### 挪威
挪威的藥品分成五個組別：
- A級：麻醉药品、鎮靜劑-安眠药及安非他命，在這個分類中的藥品需要特別的處方箋。
  - 嗎啡及其家族成員海洛因、二氫去氧嗎啡和尼可嗎啡（英语：nicomorphine）。
  - 可待因及及其家族成員二氫可待因（英语：dihydrocodeine）、乙基嗎啡（英语：ethylmorphine）及尼可待因（英语：nicocodeine）。
  - 嗎啡衍生物：氫嗎啡酮和羥嗎啡酮（英语：oxymorphone）。
  - 可待因衍生物：氫可酮和可待因酮（英语：oxycodone）。
  - 合成鴉片：哌替啶、美沙酮、芬太尼、左啡諾（英语：levorphanol）。
  - 各類鎮靜劑-安眠藥：替馬西泮、安眠酮、戊巴比妥、司可巴比妥（英语：secobarbital）。
  - 各類兴奋剂：安非他命及哌甲酯。
  - 氟硝西泮
- B級：高成癮性的限制藥品如：泰諾、地西泮、硝西泮、芬特明，和除了替馬西泮及氟硝西泮的所有苯二氮䓬类藥物。
- C級：所有醫師處方用藥。
- F級：非處方用藥。
- 未分級：未在挪威上市的藥物。

#### 冰島
在冰島，藥品是由冰島藥物管理局管理。

#### 瑞士
瑞士的藥品受到瑞士藥品管理。瑞士並不是歐盟的一員，一般認為是最容易進行新藥臨床試驗的國家之一。
在瑞士，共有A到E的五個分類涵括不同的取得藥物方式：
- A類：處方用藥，單次處方箋。
- B類：處方用藥，連續處方箋。
- C類：非處方用藥，與專業人士諮詢即可購買，限於藥局。
- D類：非處方用藥，與專業人士諮詢即可購買，限於藥局或一般藥房。
- E類：非處方用藥，不需諮詢，所有店舖商店均可購買。

## 外部連結
- Central Drugs Standard Control Organisation(India)
- Presentation on Drug License Audit Process in India